# Communauté de communes du Pays de Crussol
La communauté de communes du Pays de Crussol était une communauté de communes française, située dans le département de l'Ardèche. Elle a fusionné avec la communauté de communes Rhône-Crussol en 2011

## Composition
Elle est composée de 5 communes :
| Nom                   | Code Insee | Gentilé          | Superficie (km2) | Population (dernière pop. légale) | Densité (hab./km2) |
| --------------------- | ---------- | ---------------- | ---------------- | --------------------------------- | ------------------ |
| Champis (siège)       | 07052      | Champinois       | 16,34            | 610 (2014)                        | 37                 |
| Alboussière           | 07007      | Alboussiérois    | 18,39            | 1 059 (2014)                      | 58                 |
| Boffres               | 07035      | Boffrains        | 30,10            | 652 (2014)                        | 22                 |
| Saint-Romain-de-Lerps | 07293      | Lerpsois         | 14,14            | 827 (2014)                        | 58                 |
| Saint-Sylvestre       | 07297      | Saint-Sylvestins | 15,16            | 498 (2014)                        | 33                 |

## Sources
- Base Nationale de l'Intercommunalité
- Splaf
- Base aspic